# Pandèmia de COVID-19 a Liechtenstein
La presència de la pandèmia per coronavirus de 2019-2020 a Liechtenstein es va revelar el 3 de març de 2020. Es tractava d'un jove ciutadà del país que havia estat en contacte a Suïssa amb una persona contagiada.
En data del 18 d'abril, el Principat de Liechtenstein comptava 79 casos confirmats, 55 persones guarides i 1 mort.

## Cronologia

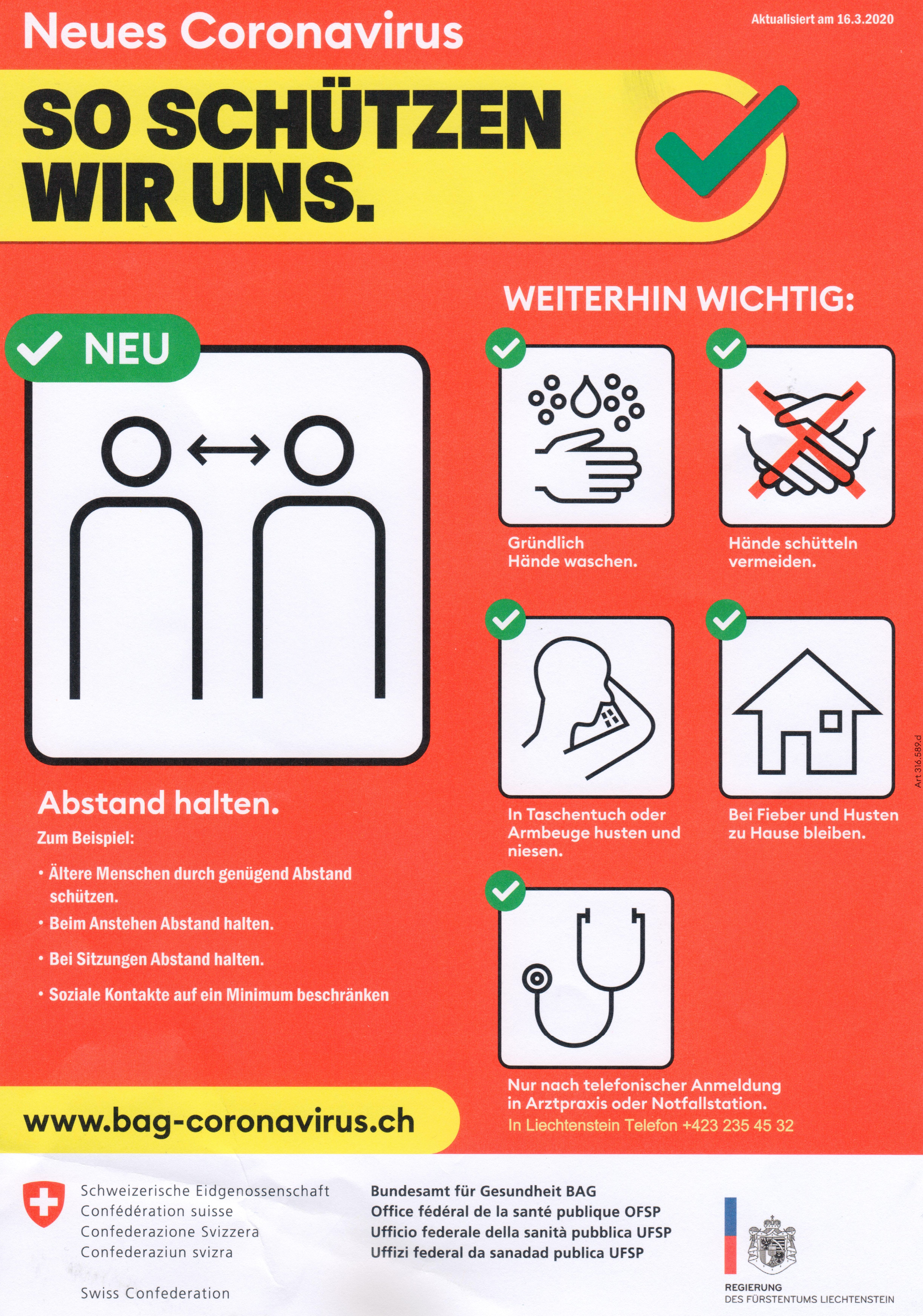
Consignes per a evitar la propagació del virus a Liechtenstein

Mapa de casos confirmats o sospitosos de Covid-19 per municipi de Liechtenstein:
Casos confirmats i oficials
Absència de casos confirmats

### Febrer de 2020
L'11 de febrer de 2020, el govern de Liechtenstein va crear un equip per al "nou coronavirus 2019-nCoV", que, sota la direcció del conseller de govern Mauro Pedrazzini, deu monitorar l'evolució dels esdeveniments relacionats amb el nou coronavirus i alhora coordinar les mesures necessàries per a la seguretat mèdica del país. El 26 de febrer, el govern declarà que Liechtenstein ja s'havia preparat de manera extensiva per a eventuals casos de virus. L'endemà, es va anunciar que els dos primers casos sospitosos del Principat havien tingut resultats negatius. A més a més, es van distribuir fulls informatius sobre el nou coronavirus al conjunt de la població.

### Març de 2020
El 3 de març es va anunciar el primer cas confirmat de Covid-19, un home jove que havia tornat de Suïssa on havia estat en contacte amb una persona infectada. Després de tenir símptomes de la malaltia, va anar a l'hospital d'estat on el van diagnosticar positiu i romangué aïllat.
El 16 de març, el govern de Liechtenstein va anunciar i imposar restriccions considerables a la vida social dels ciutadans, com ara a les activitats de lleure, i esdeveniments festius per a frenar l'expansió de l'epidèmia al territori. Les mesures s'enduriren l'endemà vedant tota mena d'esdeveniment general i tancant més locals i uns quants dies després el 20 de març limitant més encara les relacions socials.
El 21 de març, la policia d'estat de Liechtenstein va declarar que tres policies havien tingut un resultat positiu a les proves del coronavirus i que estaven en quarantena. Les proves que es realitzaren aquell mateix dia revelaren un total de 44 casos confirmats de ciutadans de Liechtenstein infectats.
El 23 de març, el govern va anunciar que augmentaria el nombre de llits d'hospiral disponibles al país després d'informar que hi havia en aquell moment 51 casos confirmats en total. Dos dies després, s'anunciaven dos casos més de persones contaminades.

## Dades estadístiques
El govern de Liechtenstein informa al seu web dels canvis diaris que pertoquen el nombre de casos confirmats al país.
Evolució del nombre de persones infectades amb COVID-19 a Liechtenstein